# Habitatge unifamiliar al carrer Major de Sant Pere, 35 (Terrassa)
La casa al carrer Major de Sant Pere, 35 és un edifici de Terrassa (Vallès Occidental), situada a l'Antic Poble de Sant Pere, inclosa en l'Inventari del Patrimoni Arquitectònic de Catalunya.

## Descripció
Es tracta d'una casa unifamiliar de caràcter popular construïda entre mitgeres, d'estreta parcel·la, amb planta baixa i pis. La coberta és de teula àrab i paral·lela a la façana.
El portal és d'arc de mig punt, fet de maó vist col·locat a sardinell que arrenca de dos brancals de pedra sorrenca vermella. Remata l'edifici una barbacana amb imbricacions de teula àrab i tortugada de ceràmica.

## Història
Aquesta casa constitueix un dels exemples més antics que es conserven al carrer Major de l'antic poble de Sant Pere, que començà a edificar-se al segle xvi, en pendent i de traçat rectilini.